# 上黄土站
上黃土站（韓語：상황토역）是朝鮮民主主義人民共和國两江道白岩郡山羊劳动者区的一個鐵路車站，属于白茂线。

## 邻近车站
白茂线
島內站 - 上黃土站 - 山羊台站